# Ворошиловський район (Волгоград)
Ворошиловський район (рос. Ворошиловский район) — один з районів Волгограда (Росія).
Глава адміністрації — Іванов Роман Олексійович.

## Географія
Ворошиловський район межує з Центральним, Дзержинським (по яру заплави річки Цариці) і Совєтським (вздовж перегону ст. Максима Горького — зал. Лікарня — ст. Садова — Волгоград-2) районами міста, Городіщенським районом області.
Площа району становить 27,8 кв.км². Це один з найменших районів Волгограда. Менше тільки Центральний.
Населення найменше серед усіх районів міста — 80,9 тис. осіб.

## Історія

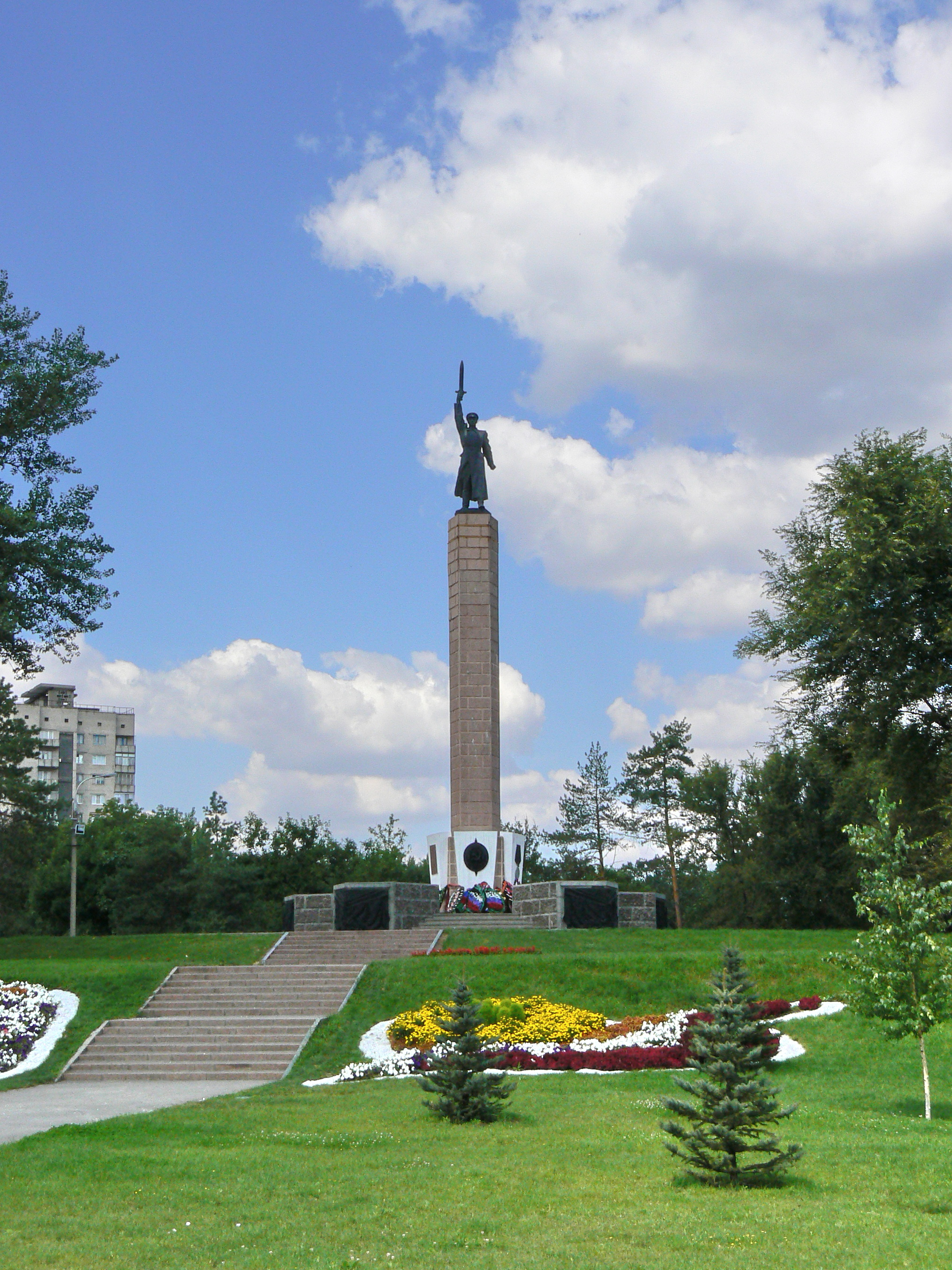
Обеліск на площі Чекістів

Історичні корені виникнення Ворошиловського району йдуть в 1727 рік, коли велика пожежа знищила майже половину будинків жителів Царицина. Постраждалим була виділена земля під будівництво нових будинків за річкою Цариця. Землю давали безкоштовно і в довічне користування. Звідси і назва цієї частини міста — Дар-гора.
З 1820 року зацарицинську частину стали забудовувати по генеральному плану, затвердженого самим Імператором Олександром I. Будівництво велося за останнім словом містобудівної техніки того часу. Планувалося створити 5 вулиць, що йдуть паралельно Волзі, і 6 перпендикулярних їм. Напрямки цих вулиць збереглися і сьогодні: Липецька, Дубовська, Козловська, Робітничо-Селянська (колишня Княгинівська).
До початку XX століття територія району входила в Зацарицинську частину міста Царицина.
У 1920-х роках були зроблені перші кроки адміністративно-територіального поділу Царицина, коли селище Мініна і територія державного лісопильного заводу були включені в міську межу.
На початку 1930-х міські селища були перейменовані в райони. Один з них — Мінінський — трохи пізніше був названий Ворошиловським, потім Совєтським районом міста (з 1948 року). 2 квітня 1935 постановами бюро Сталінградського міськкому ВКП (б) і президії Сталінградської міськради в місті було створено 4 районних ради: Ерманський, Ворошиловський, Кіровський, Дзержинський.
6 листопада 1975 в результаті резорганізації Совєтського району був знову утворений Ворошиловський район.

## Економіка

### Промисловість

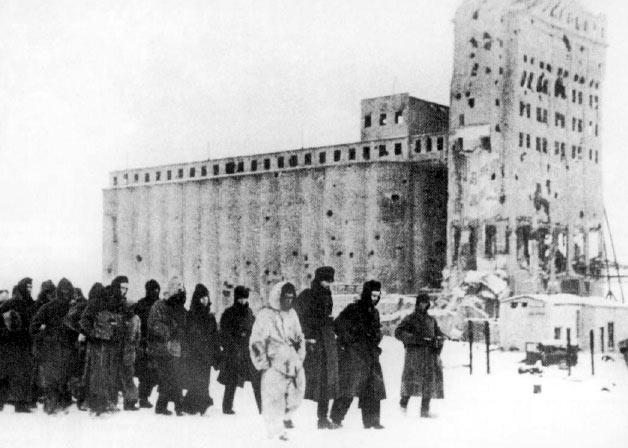
Сталінградський елеватор в 1943 році

- Кондитерська фабрика ЗАТ «НП Конфіл» — заснована в 1887 році як кондитерський заклад «Лапшин і Ко»
- Пивоварний завод «Пивовар» — побудований в 1957 році.
- Молочний завод «Волгоградський»
- Хлібозавод № 5
- Волгоградський елеватор
- Поліграфічний комбінат «Офсет» (ВАТ «Альянс «Югполіграфіздат»)
- Волгоградський лікеро-горілчаний завод
- Волгоградський консервний завод, працює з 1930 року.[6]

### Торгові та виставкові центри
- Ворошиловський торговий центр
- Виставковий центр «Меркурій»

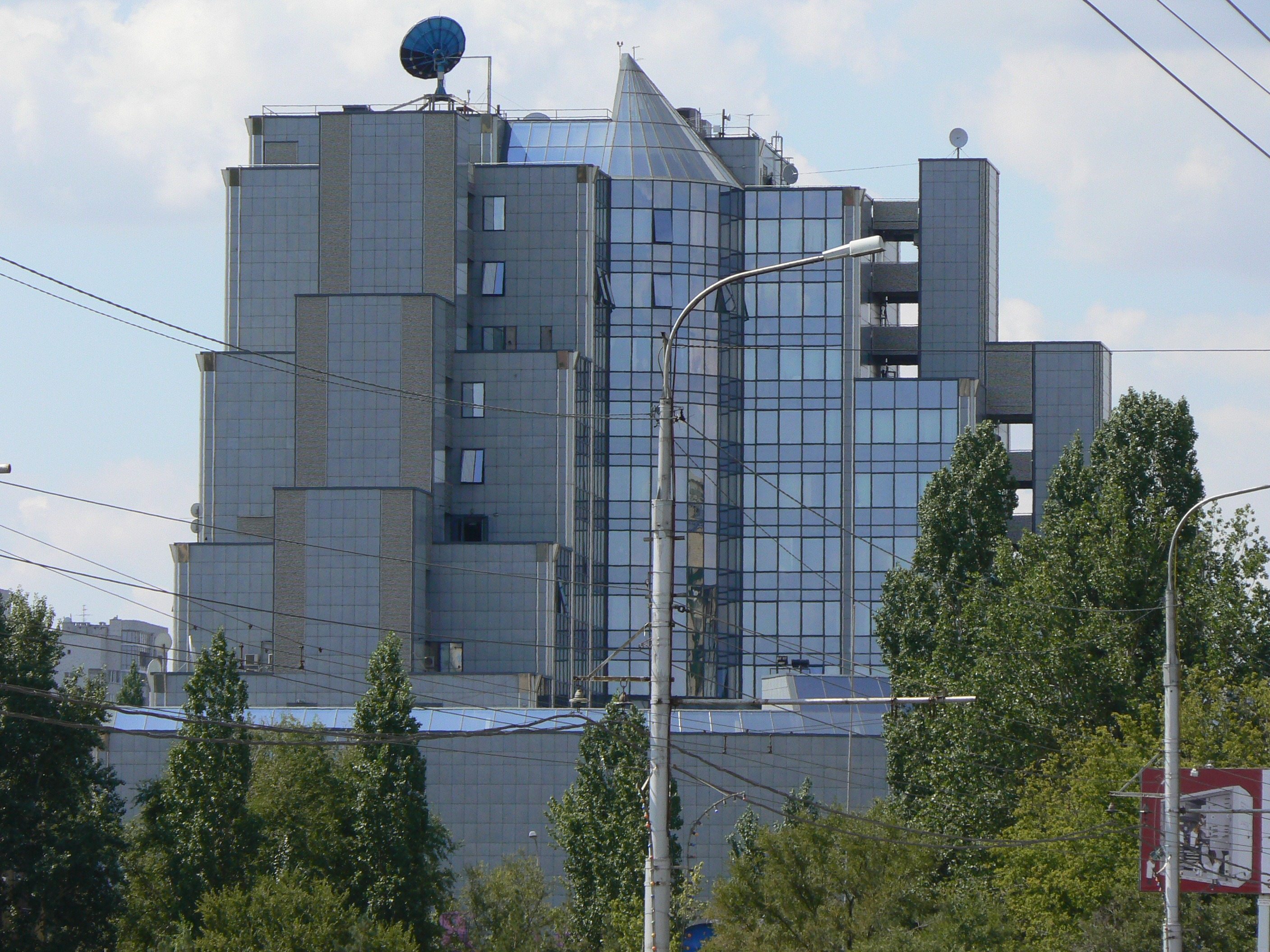
Виставковий центр «Меркурій»

- Торгово-розважальний центр Діамант

### Житлове будівництво
За перше півріччя 2008 року збудовано та введено в експлуатацію 8,6 тис. м² житла, що в 1,2 рази більше аналогічного показника за перше півріччя 2007 року. Дві вежі житлового комплексу «Волзькі вітрила» на момент здачі в 2010 стали найвищими будівлями в Поволжі і одним з найвищих у Росії за межами Москви.

## Транспорт
- Волгоградський вантажний річковий порт.
- Залізничний вокзал «Волгоград-2».
- На кордоні з Совєтським районом є важлива залізнична розв'язка (шляхопровід ст. Максима Горького — Волгоград-2).
- Перша, Друга і Третя Поздовжні автомагістралі.
- Маршрути автобусів № 2, 4, 12, 33, 52е, 77, 88е, 89е, 102е, 128е, 172.
- Розвинена тролейбусна і трамвайна мережа, що включає маршрути трамваїв 1, 3, 4, 5, 6, 7 і тролейбусів 2, 8а, 10, 15а.
- Станції Волгоградського метротрама: Площа Чекістів, Профспілкова, ТЮГ.

## Освіта

### Виші
- Волгоградський державний архітектурно-будівельний університет
- Волгоградська Філія Московського університету споживчої кооперації
- Волгоградська філія Російського Державного відкритого технічного університету шляхів сполучення
- Волгоградський державний інститут мистецтва і культури
- Царицинський Православний університет преподобного Сергія Радонезького

### Інші заклади
- Обласна юнацька бібліотека
- Бібліотеки № 3, № 9, дитяча — філія № 3

## Охорона здоров'я
- Відомчі Лікарні: № 3 (Водників), обласна клінічна № 3 на вул. Калініна, дитяча обласна клінічна № 8
- Дитячі поліклініки: № 6, № 10
- Міські поліклініки: № 4, № 6
- Стоматологічна поліклініка № 9

## Туризм та відпочинок

### Пам'ятки
У районі, як і в усьому Волгограді, більшість пам'ятників присвячені Сталінградській битві. Пам'яток історії, не пов'язаних з цією війною не так і багато. У результаті бомбардувань і обстрілів міста німецько-фашистськими військами було знищено більшість міських будівль. 22 і 23 серпня 1942 місту було завдано найбільшої шкоди.

#### Пам'ятники німецько-радянської війни
- Пам'ятник Чекістам — пам'ятник воїнам 10-ї дивізії військ НКВС і міліціонерам Сталінграду — захисникам міста в 1942—1943 роках.
- Пам'ятник североморцам — пам'ятник захисникам Сталінграда у боях за міський елеватор. Присвячений мужності моряків 92-ї окремої стрілецької бригади Північного флоту, які проявили героїзм при боях за одне з найвищих будівель Сталінграду — елеватор. Морські піхотинці відчайдушно билися, наводячи жах на ворога, який прозвав їх «морськими дияволами». Відкрито 30 червня 1977 біля будівлі елеватора на вулиці Робітничо-Селянської. Автори проекту — скульптор Г. Л. Малков, архітектор Г. М. Коваленко. Пам'ятник виконаний з монолітного залізобетону; висота фігури 7 м, постаменту — 1 м.[7]
- Пам'ятник Герою Радянського Союзу Зої Космодем'янській. Пам'ятник був відкритий ще в кінці 1950-х на території школи № 130, тоді він являв собою гіпсовий бюст. З плином часу гіпсова скульптура почала руйнуватися, а в 2007 році вандали розбили скульптуру, і вона була демонтована. Відновлена в 2008 році, урочисте відкриття відбулося 7 вересня на території школи № 130. Автором нового пам'ятника став волгоградський скульптор Віктор Фетисов. Вартість проекту склала більше одного мільйона рублів. Новий пам'ятник являє собою скульптуру з білого мармуру в повний зріст.[8][9]
- Настінне панно "Медаль «За оборону Сталінграда» — було відкрито в лютому 2008 року, напередодні 65-річчя перемоги на Волзі на фасаді будівлі штабу 20-ї гвардійської мотострілецької дивізії. Його величина — 2,5 на 5 метрів.[10] Символічно, що панно "Медаль «За оборону Сталінграда» з'явилося саме на будівлі штабу 20-ї гвардійської мотострілецької дивізії. Адже тут знаходиться 265-й механізований полк, воїни-розвідники якого полонили фельдмаршала Паулюса в 1943 році.[11] Цій нагороді виповнилося 65 років. "Медаллю «За оборону Сталінграда» в роки війни були нагороджені понад 800 тисяч людей. На відкриття пам'ятного знаку учасник Сталінградської битви Валентина Яківна Петрова, одна з перших нагороджена цією медаллю, передала свою нагороду на вічне зберігання в музей бойової слави школи № 104 Ворошиловського району.[12]
- Пам'ятник Саші Філіппову-підлітку, розвіднику, загиблому у роки війни.

#### Пам'ятники історії
- Пам'ятник річковикам — пожежний катер «Гаситель».

#### Інші пам'ятники
- Пам'ятник ангелу-хранителю Волгограда

#### Пам'ятники архітектури
- Казанський собор — головний храм Волгоградської області.

#### Інше
- Мала Приволзька залізниця. (Також «Дитяча Залізниця».) Побудована в 1948 році на набережній Волги, в 1979 році перенесена в колишнє русло річки Цариці. Головна станція розташовується поруч з кінцевою станцією «Площа Чекістів» швидкісного трамвая.
- Квітковий годинник. Відкритий в 2008 році на площі Чекістів. Квіти були виконані з 12 000 квітів. Дві дуги, виконані з синіх квітів символізують дві великі річки — Волгу і Дон, що утворюють межиріччя. Напередодні святкування Дня міста на годиннику звучали позивні Волгограда.[5]

### Театри
- Державний Донський козачий театр (ДДкт) заснований в грудні 1992 року. Засновник і художній керівник — Володимир Іванович Ляпічев. Це єдиний театр у Росії, чиї постановки повністю ґрунтуються на історичних та фольклорних традиціях козацтва. Розміщується в колишньому будинку кінотеатру «Гвардієць».
- Волгоградський театр юного глядача (ТЮГ)[13] відкрився 22 березня 1970. Існував до війни Сталінградський ТЮГ був зруйнований під час Сталінградської битви і не відновлювався. Театр довго будували — спочатку як спортивну споруду, потім як Палац культури, і лише на останньому етапі під тиском громадськості будівлю почали переробляти під дитячий театр. Через помилки в процесі будівництва другої черги волгоградського швидкісного трамвая, в середині 1980-х років фасад будівлі почав руйнуватися. На даний момент театр реконструюється без відриву від своєї основної діяльності. Будівельні роботи ведуться в перервах між виставами.

### Музеї
- Музей Волгоградського міськелектротранспорту.

### Кінотеатри
- Багатозальний кінотеатр «КіноМакс»
- Багатозальний кінотеатр «5 Зірок» (у Ворошиловському Торговому Центрі)

### Спортивні споруди
- стадіон «Харчовик»
- стадіон школи № 21
- басейн «Юність»

## Цікаві факти
Вулиця Степана Разіна, зазначена на картах, насправді не існує — на цьому місці знаходяться руїни будинків і очерети.